# Nicolò Vito di Gozze

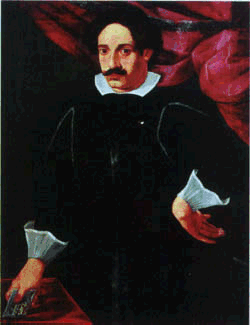
Nicolò Vito di Gozze

Nicolò Vito di Gozze, in croato Nikola Vitov Gučetić (Ragusa, 1549 – Ragusa, 1610), è stato un filosofo politico dalmata originario di Ragusa.

## Vita
Nacque da una delle più importanti famiglie nobili della Repubblica di Ragusa, in uno dei periodi di massimo fulgore della storia di questa città dell'Adriatico orientale, condividendo con altri ingegni dell'epoca quali Domenico Ragnina, Michele Monaldi e Marino Ghetaldi il crepuscolo del Rinascimento raguseo.
Pur trascorrendo la quasi totalità della vita all'interno delle mura della sua città, acquistò fin da giovanissimo una notevole e riconosciuta fama di pensatore ed erudito, dimostrata dalla dovizia di citazioni di autori antichi contenute nelle sue opere. Venne favorito in ciò dal possesso di una delle più importanti biblioteche familiari dell'intera Dalmazia, da lui aumentata con numerosi acquisti.
A questa attività di studioso abbinò lungo tutta la vita l'impegno politico, essendo chiamato per ben sette volte alla più alta magistratura della Repubblica, il rettorato. Nella dedica al suo Commento dei Salmi inviata al Bellarmino, egli si lamentò che le cure degli incarichi pubblici lo tenevano lontano dai suoi studi, purtuttavia alla sua figura sono legate alcune delle decisioni politiche più felici di Ragusa, costretta in quell'epoca ad affrontare la minaccia degli uscocchi (1577) e la rivolta di Lagosta coll'occupazione dell'isola da parte della rivale Repubblica di Venezia (1603-1606), avendo sullo sfondo perennemente aperta la secolare questione del rapporto con i turchi.
Nel corso della vita, il Gozze ebbe una vastissima corrispondenza con alcuni dei membri più influenti della curia romana, primo fra tutti il già citato cardinale Roberto Bellarmino, che egli considerava come una specie di suo mecenate. Grazie alla sua intercessione, Gozze venne nominato da papa Clemente VIII dottore in filosofia e maestro di teologia.
Negli ultimi anni della sua vita, Gozze si dedicò soprattutto alle letture di carattere religioso, incanalandosi nel grande filone della letteratura ascetica del suo tempo.

## Pensiero
A vent'anni il Gozze aveva già pubblicato il suo primo libro: un commento dell'opera De substantia orbis di Averroè. Iniziò quindi un lungo periodo di studio delle opere di Aristotele, che cercò di rettificare alla luce di quelle di Platone, che esercitò su di lui un fascino particolare.
Al trattato egli preferì la forma letteraria del dialogo, scegliendo per suoi interlocutori nobildonne o umanisti e concittadini rinomati, quali Flora Zuzzeri, Domenico Ragnina e Stefano Bona.
Anche la sua opera più importante - Dello Stato delle Repubbliche secondo la mente di Aristotele con esempi moderni (Venezia, 1591) - è composta in forma di dialogo e suddivisa in otto giornate, nelle quali egli raccoglie, dentro le categorie e classificazioni aristoteliche, un materiale immenso. Per Gozze il problema politico dello Stato e della sua ragion d'essere e divenire è di fondamentale importanza, e pur scrivendo sessant'anni dopo Machiavelli, egli non pare risentirne l'influenza, mentre cita ampiamente il Guicciardini, il Botero e soprattutto il Bodin, al quale deve qualche aspetto caratteristico del suo pensiero.
Per il Gozze, il compito dello Stato non è più quello teologico di aiutare l'uomo a conseguire uno scopo posto al di fuori della vita, ma non è neppure quello descritto dal Machiavelli, per cui lo Stato possiede una sua specifica ragion d'essere dentro di sé e per sé stesso. Egli cerca una conciliazione al di fuori del dominio teologico, mantenendosi però all'interno della realtà della storia: lo Stato diviene quindi una manifestazione ideale della giustizia, un'opera d'arte morale, cosicché tutti i rapporti - e segnatamente l'educazione - devono conformarsi ad un rigoroso ordine etico, non più religioso.
Dove maggiormente si rivela l'originalità del pensiero del Gozze e la sua indipendenza dai modelli tomistico-aristotelici è nell'economia, cui dedicò specificamente il dialogo dal titolo Governo della famiglia (Venezia 1589). Egli visse in una repubblica che faceva dei traffici e dei mercati la sua ragion d'essere, di conseguenza riconobbe l'utilità degli scambi, del denaro, del lavoro manuale, affermando che la ricchezza non viene dai soli prodotti della terra, ma dal lavoro dell'uomo applicato alla materia prima e dagli scambi dei valori così ottenuti. La ricchezza è quindi il lavoro, e il prezzo rappresenta una quantità di lavoro: in questo Gozze pare anticipare di due secoli il principio enunciato per la prima volta da Adam Smith.

## Opere principali
- Nicolai Viti Gozii Patritii Reip. Ragusinae commentaria in sermones Averoes De Substantia Orbis (...), Venezia 1580
- Dialogo dell'Amore detto Anthos secondo la mente di Platone, Venezia 1581
- Dialogo della Bellezza detto Anthos secondo la mente di Platone, Venezia 1581
- Discorsi di Nicolò Gozze (...) sopra Le Metheore di Aristotele (...), Venezia 1584
- Discorsi della penitenza sopra i Sette Salmi Penitenziali di David (...), Venezia 1589
- Governo della Famiglia di N. Vito di Gozze (...), Venezia 1589
- Dello stato delle Repubbliche secondo la mente di Aristotele con esempi moderni (...), Venezia 1591
- Nicolai Viti Gozzi (...) Psalmum Commentarius, Venezia 1600
- Nicolai Viti Gozzi (...) Commentari in Tres Psalmos XV, XXV et CXXIV (...), Venezia 1601